# Montbrison-sur-Lez
Montbrison-sur-Lez là một commune in the tỉnh Drôme trong vùng Auvergne-Rhône-Alpes đông nam nước Pháp. Xã Montbrison-sur-Lez nằm ở khu vực có độ cao từ 249-744 mét trên mực nước biển.